# 棕腹前肛鰻
棕腹前肛鰻為輻鰭魚綱鰻鱺目通鰓鰻科的其中一種，分布於西印度洋的紅海海域，屬深海魚類，棲息深度750-1425公尺，體長可達30公分，生活在大陸坡。

## 擴展閱讀
維基物種上的相關：棕腹前肛鰻